# Charles-Martial Baury
Charles-Martial Baury, né  à Paris le 3 août 1827 et mort à Choisy-le-Roi le 12 décembre 1879, est un sculpteur français.

## Biographie
Charles-Martial Baury naît à Paris au 8, rue Notre-Dame-de-Nazareth, le 3 août 1827. Il est le fils de François-Victor Baury, fabricant de porcelaine, et de Flore-Omer Pretot, sa femme. Après avoir étudié dans l'atelier de François Rude, il débute au Salon de 1848. Il prend part à l'Exposition universelle de 1855 et expose pour la dernière fois en 1868.
Il meurt à Choisy-le-Roi en 1879. 

## Œuvres
- M. B…, buste en plâtre, Salon de 1848 (no 4608).
- Mlle B…, buste en plâtre, Salon de 1848 (no 4609).
- M. P. C…, buste en plâtre, Salon de 1850 (no 3173).
- Mlle Lefèbvre, artiste de l'Opéra-Comique, buste en marbre, Exposition universelle de 1855 (no 4246).
- M. Bataille, de l'Opéra-Comique, buste en marbre, Salon de 1857 (no 2731).
- Bonjour !, statue en plâtre, Salon de 1859 (no 3076).
- M. Faure, de l'Opéra, buste en plâtre, Salon de 1861 (no 3171). Ce buste reparut en marbre au Salon de 1865 (no 2860).
- M. G…, buste en terre de biscuit, Salon de 1861 (no 3172).
- Feu M. B…, buste en plâtre, Salon de 1865 (no 2861).
- M. H.Poyard, buste en plâtre, Salon de 1868 (no 3412).